# Бред Торн
Бред Торн (енгл. Brad Thorn; 3. фебруар 1975) је бивши професионални новозеландски рагбиста и један од најпознатијих играча мелеа (енгл. Scrum or Forwards) свих времена.

## Биографија
Висок 196цм, тежак 119кг, Бред Торн је поред рагбија 15, професионално на највишем нивоу играо и другу верзију рагбија - рагби 13 ( рагби лига ). Торн је са Бронкосима освајао НРЛ - најачу рагби 13 лигу на свету. Торн је играо за рагби 13 репрезентацију Аустралије. Што се тиче рагбија 15 ( рагби јунион ), Торн је освојио практично све што је могао. Током каријере Торн је успешно играо за екипе Ленстер рагби, Лестер Тајгерс, Крусејдерси, Хајлендерси... Бред Торн је одиграо 59 тест мечева за рагби јунион репрезентацију Новог Зеланда и постигао 4 есеја. Торн је играо на позицији скакача у другој линији скрама (енгл. Lock).